# 富州 (广西)
富州，唐朝时设置的州。
武德四年（621年），以始安郡的龙平县（今广西昭平县）、豪静县，苍梧郡的苍梧县置静州，贞观八年（634年）改为富州。土贡：银、班布。户千四百六十，口八千五百八十六。治所在龙平县，下辖三县：龙平县、博劳县（今广西昭平县富罗镇下富村）、归化县（今广西昭平县文竹镇桂花村），后改为龙平县、思勤县（今广西钟山县清塘镇榕木村）、马江县（今广西昭平县马江镇）。天宝时曾改为开江郡。北宋时废。
富州刺史
- 杨思玄（705年）
- 侯景（天宝年间）
- 崔密（大历年间）
- 独孤朗（821年，未任）
- 支讷（861年）